# Marc Berdoll
Marc Berdoll (* 6. April 1953 in Trélazé, Département Maine-et-Loire) ist ein ehemaliger französischer Fußballspieler.

## Vereinskarriere
Der am Stadtrand von Angers aufgewachsene, schnelle und torgefährliche Mittelstürmer schloss sich mit 15 Jahren dem SCO Angers an, bei dem er sich in der Saison 1970/71 in die Stammelf hineinspielte. Zwischen 1971 und 1974 gehörte der Klub immer zur Spitzengruppe der Division 1 (zweimal 4. und einmal 5. Platz in der Abschlusstabelle), und der junge Berdoll, dessen äußere Kennzeichen schulterlange Haare und ein Schnäuzer „à la Vercingetorix“ waren, trug dazu wesentlich bei: 1973/74 belegte er in der Torjägerliste mit 29 Treffern hinter Carlos Bianchi den zweiten Rang. In dieser Saison gelang ihm gegen Torhüter Ivan Ćurković auch einer von zwei „Vierern“ seiner Karriere, womit er die AS Saint-Étienne nahezu im Alleingang „abschoss“; der anwesende Nationaltrainer Ștefan Kovács berief ihn daraufhin umgehend in die Nationalmannschaft. 1974/75 konnten seine 17 Tore (Platz 4 der Ligaschützen) allerdings den jähen Absturz des SCO Angers in die Zweitklassigkeit auch nicht verhindern. Zwölf Monate später kehrte der Klub als Zweitligameister ins fußballerische Oberhaus zurück, und Berdoll war erfolgreichster Torjäger der Division 2 geworden.
Dennoch wechselte Berdoll im Sommer 1976 den Verein, als ihn der Bundesligist 1. FC Saarbrücken für 440.000 DM verpflichtete. Der mit einer Lothringerin verheiratete Stürmer nahm seinen Wohnsitz jenseits der Grenze in Sarreguemines. Die Intensität des Trainings und die knallharte Deckung in Deutschland bereiteten ihm größere Probleme, und mit dem Trainer Slobodan Čendić kam er, der kein Deutsch sprach, gleichfalls nicht gut zurecht. Sein erstes – und letztlich einziges – Punktspieltor gelang ihm am 2. Spieltag beim 1:2 bei Borussia Dortmund. Als Cendic ihn im Herbst 1976 nicht mehr berücksichtigte, verdankte er seine nächsten Einsätze für den 1. FCS den lautstarken Forderungen der Zuschauer im Ludwigsparkstadion und der Fürsprache des Klubpräsidenten, der Cendic kurz darauf vorzeitig entließ. Doch auch unter dem Nachfolger Manfred Krafft überzeugte Marc Berdoll in der Bundesliga nicht sonderlich, so dass er am Saisonende, nach dem Klassenerhalt, nach Frankreich zurückging.
1977 holte ihn Sportdirektor Josip Skoblar zu Olympique Marseille, für den ihm bis 1980 wieder viele Tore gelangen – alleine 20 in der Spielzeit 1977/78 (siebtbester Schütze) –, und Marc Berdoll kehrte auch in die Nationalelf zurück. Zwei Jahre später musste Marseille jedoch als Liga-19. absteigen, unter anderem, weil der Angreifer nicht mehr so konstant spielte. Er schloss sich daraufhin erneut seinem ersten Profiklub, dem SCO Angers, an, der sich aber im Sommer 1981 ebenfalls aus der Division 1 verabschiedete. Während der Folgesaison wurde der nicht mehr ganz so torgefährliche Berdoll dann sogar an den unterklassigen SC Amiens ausgeliehen. Von dort kehrte er nicht wieder nach Angers zurück, sondern stürmte für dessen Ligakonkurrenten US Orléans, der zwar in den nächsten drei Jahren immer um den Aufstieg mitspielte, aber die Rückkehr in die höchste Spielklasse gelang Berdoll auch dort nicht mehr. 1985 beendete er, erst 32-jährig, seine Profilaufbahn.

### Stationen
- Foyer de Trélazé
- Sporting Club de l'Ouest Angers (1968–1976)
- 1. FC Saarbrücken (1976/77)
- Olympique de Marseille (1977–1980)
- Sporting Club de l'Ouest Angers (1980–1982, nur 1980/81 in D1)
- Sporting Club d'Amiens (1. Halbjahr 1982, in D3)
- Union Sportive Orléanaise (1982–1985, in D2)

## In der Nationalelf
Zwischen September 1973 und Mai 1979 bestritt Marc Berdoll, der auch schon in der Juniorennationalelf (Espoirs) zum Einsatz gekommen war, 16 A-Länderspiele für die Équipe tricolore, worin er auch 5 Treffer erzielte. Die Hälfte seiner Berufungen bestand allerdings aus Einwechslungen. 1978 gehörte er zum französischen Aufgebot bei der WM-Endrunde in Argentinien und bestritt dort zwei der drei Spiele der Nationalmannschaft. Auch bei diesem Turnier zählte er – beim 3:1 über Ungarn – zu den französischen Torschützen.

## Leben nach dem Fußball
Seit Mitte der 1980er Jahre arbeitet Berdoll in der kommunalen Verwaltung von L’Hôpital, nur rund 25 km westlich Saarbrückens, wo er viele Jahre für den Sportbereich zuständig war. Inzwischen ist er dort mit der Stadt- und Landschaftsplanung betraut.

## Palmarès
- 16 A-Länderspiele mit 5 Treffern, davon 5 Partien in seiner Zeit bei Angers und 11 bei Marseille
- insgesamt 251 Erstligaspiele mit 102 Torerfolgen in Frankreich (davon 159/62 für Angers und 92/40 für Marseille)[3] sowie 17/1 in Deutschland[4]